# Карательная акция
Кара́тельная а́кция (карательная опера́ция, карательная экспеди́ция, карательный похо́д) от глагола «карать» (подвергать ка́ре, нака́зывать) — термин, который может иметь следующие значения:
1. Репрессии против мирного населения с целью наказания и устрашения за неповиновение, осуществляемые вооружёнными силами государства как на собственной территории, так и на территории иного государства, как в мирное, так и в военное время[2].
2. Удар вооружённых сил одного государства по другому государству без объявления либо с объявлением войны, преследующее своей целью наказание за несоблюдение каких-либо договорённостей, невыполнение предъявленного ультиматума, как ответная реакция на агрессивные военные акции и по другим причинам[3].

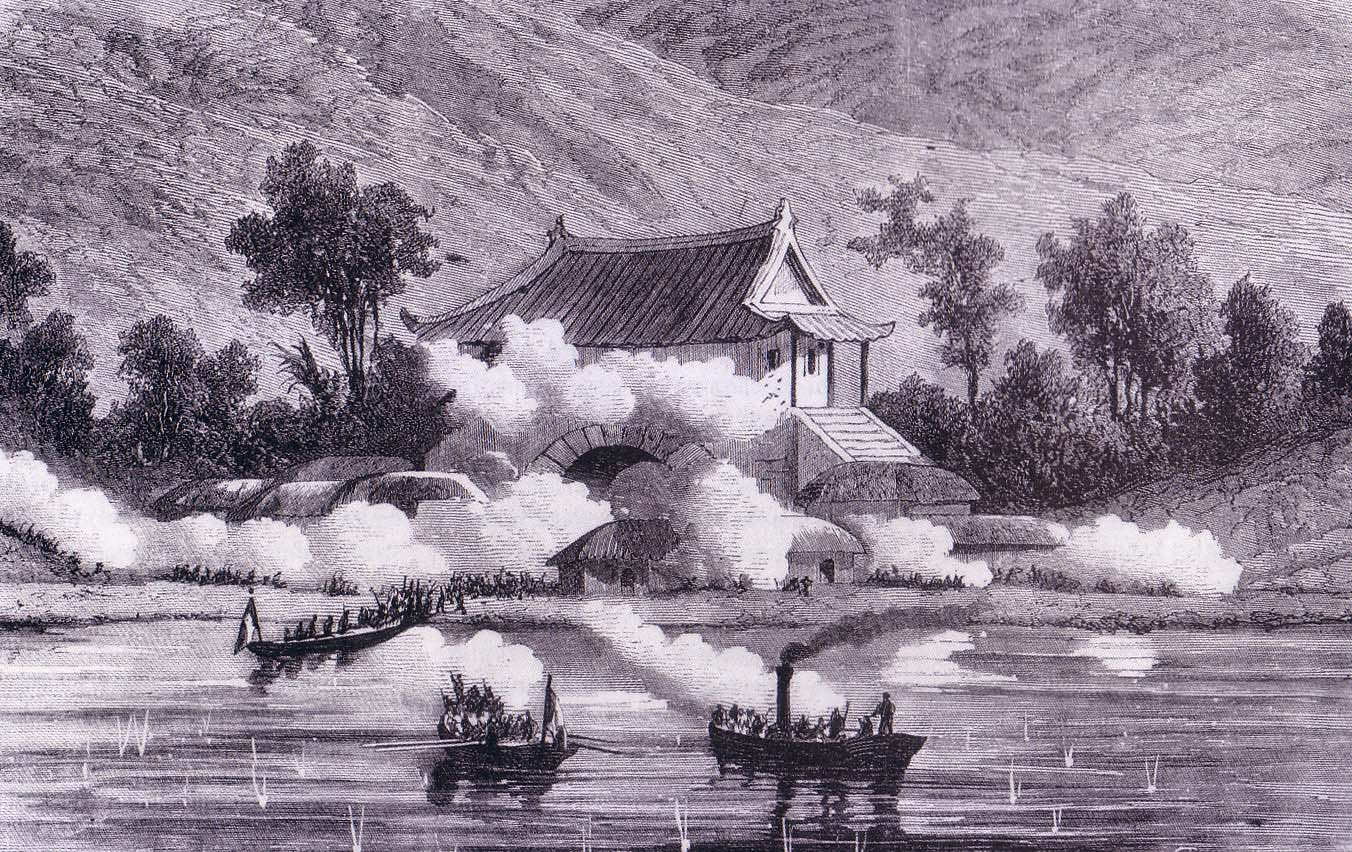
Карательная экспедиция флота Второй французской империи против Кореи.
1866 год. Картина неизвестного художника

По существу карательная акция является средством террора.

## Карательная акция на собственной территории

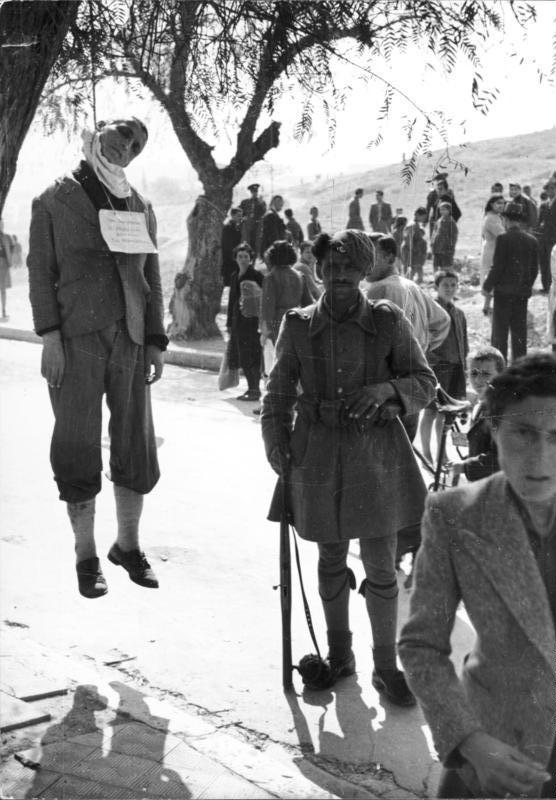
Солдат карательного батальона рядом с казнённым, обвинённым в пособничестве партизанам.
Греция. 1943 год

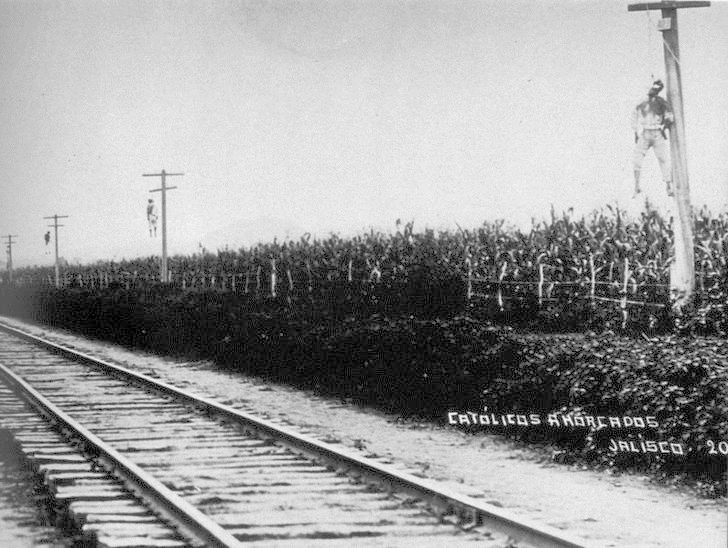
Казнённые кристерос. Штат Халиско, Мексика. 1927 год

Вооружённые силы государства либо вооружённые формирования правоохранительных органов (жандармерия, национальная гвардия, внутренние войска и т. д.) осуществляют карательную акцию на собственной территории (внутригосударственную) при разгоне демонстрации актов массового гражданского неповиновения, подавлении массовых беспорядков, восстаний, бунтов, а также при проведении контрпартизанской борьбы.
Карательная акция может заключаться в следующих действиях:
- жёсткий разгон демонстрации с применением оружия на поражение;
- публичная смертная казнь либо публичное нанесение физических увечий лицам, обвинённым в пособничестве повстанцам;
- массовое убийство мирных жителей как с вынесением обвинения в пособничестве повстанцам, так и без вынесения обвинения;
- уничтожение жилищ и депортация мирных жителей;
- уничтожение огнём артиллерии либо воздушными ударами боевой авиации населённых пунктов, не покинутых мирными жителями;
- взятие заложников;
- геноцид части населения по этнической, социальной, религиозной и иной принадлежности.

Целью карательной акции (карательной операции) служит наказание и устрашение части населения проявляющего недовольство политикой правящего режима, неповиновение режиму (властям), открыто выступающей за смену власти, поддерживающей сепаратистские настроения.
По мнению аналитиков НАТО, карательные меры против партизан и их пособников являются эффективной мерой.

Фактически ни одна контрпартизанская война в военной истории не обходилась без применения карательных мер по отношению к местному населению, проживающему на территории, где имелось либо имеется партизанское движение.
По мнению доктора исторических наук А. В. Константинова, карательные акции являются не укрепляющим, а ослабляющим фактором контрпартизанской войны. Массовые убийства, грабежи, насилия над мирным населением показывают слабость режима и его вооружённых сил, отталкивают от него широкие слои населения, заставляют уцелевших скрываться, а затем — браться за оружие, расширяя партизанское движение, которое в конце концов уничтожает режим.
В Гражданской войне в России противоборствующие силы обеих сторон в борьбе с партизанами на своих территориях прибегали к одинаково жестоким карательным мерам.
В Истории СССР карательные меры против мирного населения, поддерживавшего повстанцев, документально закреплённые в форме служебных инструкций в войсках, зафиксированы с периода Гражданской войны как со стороны РККА:

…Жителям дается два часа срока на выдачу бандитов и оружия, а также бандитских семей, и население ставится в известность, что в случае отказа дать упомянутые сведения взятые заложники через два часа будут расстреляны. Если население не указало бандитов и не выдало оружие по истечении 2-часового срока, сход собирается вторично и взятые заложники на глазах у населения расстреливаются, после чего берутся новые заложники и собравшимся на сход вторично предлагается выдать бандитов и оружие…
…….
Председатель Полномочной комиссии ВЦИК Антонов-Овсеенко
Командующий войсками М.Тухачевский
Предгубисполкома Лавров

РГВА. Ф.235. Оп.2. Д.13. Л.25. Заверенная копия.

Так и со стороны Белого движения. Историк В. Ж. Цветков в качестве характерного примера подобных приказов приводит Приказ № 2431 коменданта Макеевского округа есаула Жирова от 11 ноября 1918 г., гласивший::

Рабочих арестовывать запрещаю, а приказываю расстреливать или вешать… всех арестованных рабочих повесить на главной улице и не снимать три дня…, за убитого казака приказываю в деревне Степановке повесить десять жителей, наложить контрибуцию 200 тысяч рублей; за пленение офицера сжечь всю деревню. Приказываю самым беспощадным образом усмирить рабочих и ещё лучше повесить на трое суток десятого человека из всех пойманных.
Впрочем, историк писал, что, хотя в результате данного приказа в Юзовке были публично казнены трое рабочих, общественное мнение Юга России резко осудило подобные действия: приказ получил широкую огласку, комендант Жиров был смещён с должности, было проведено служебное расследование, доказавшее, что казнённые действительно состояли в подпольной организации

## Карательная акция на чужой территории

### Карательная акция в контрпартизанской войне

Убитое нацистскими карателями мужское население Лидице, обвинённое в поддержке партизан.
Чехия, 1942 год

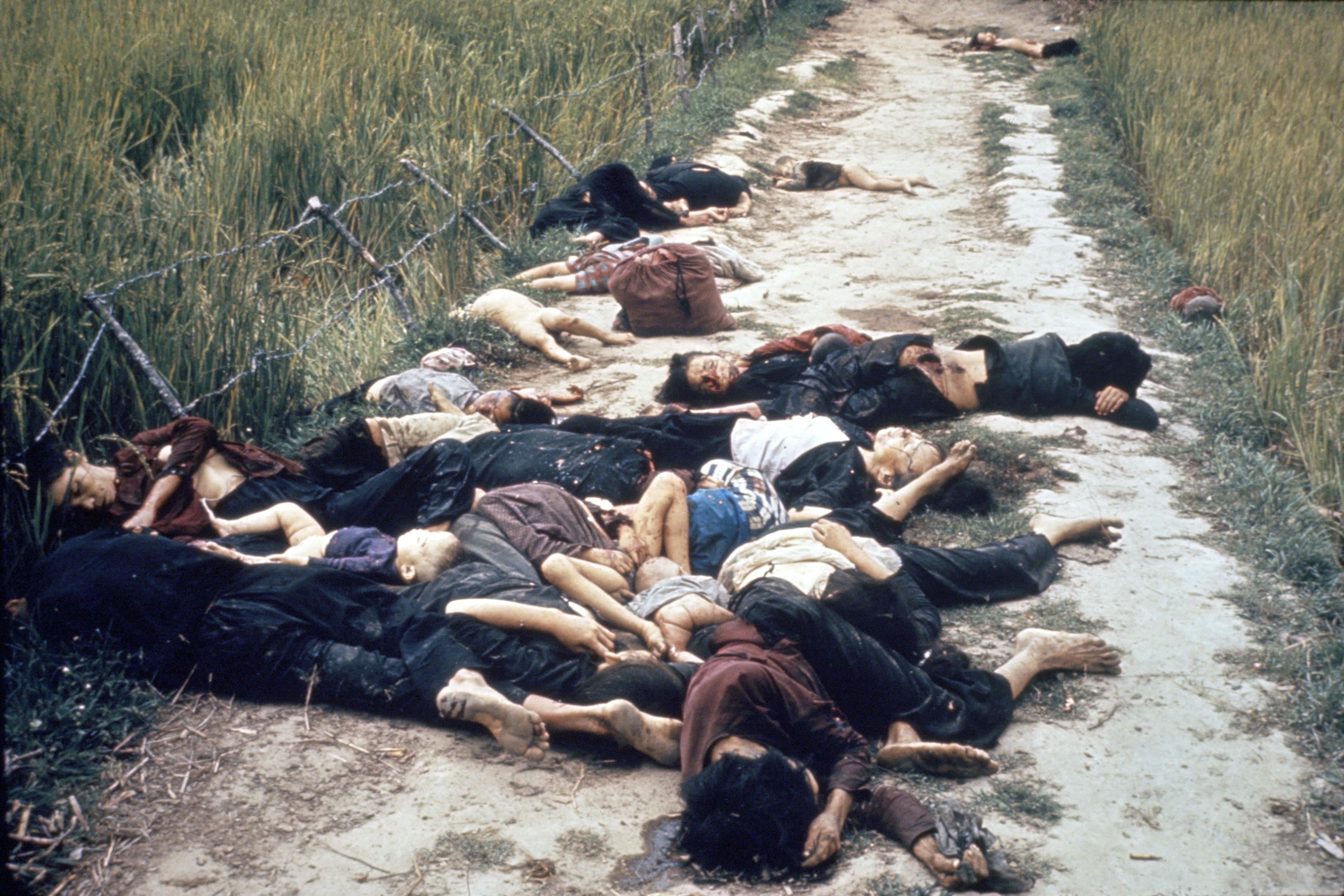
Массовое убийство американскими карателями жителей Сонгми, обвинённых в поддержке партизан.
Вьетнам. 1968 год

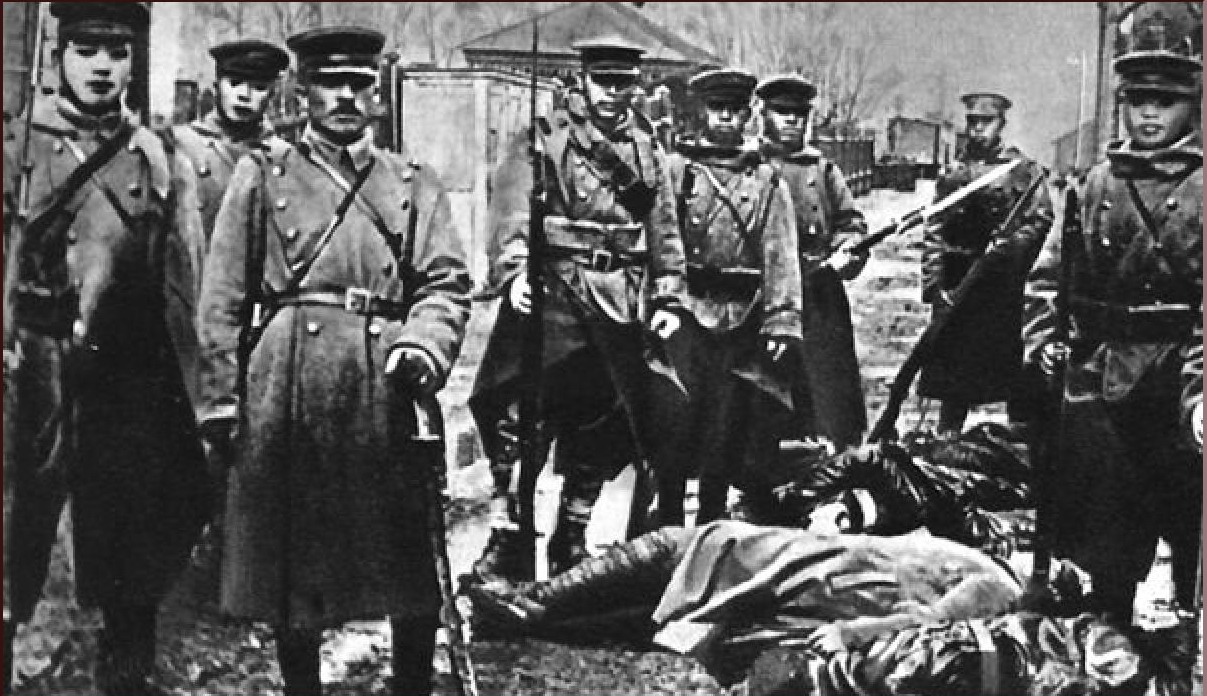
Японские военнослужащие, позирующие рядом с телами убитых ими жителей Приморья. 1918—1919 года.

Осуществление вооружёнными силами карательной акции в контрпартизанской войне на территории иного государства возможно в следующих ситуациях:
- В государстве, которое полностью либо частично оккупировано им[10].
- В государстве, находящемся в состоянии гражданской войны, с целью поддержания действующего режима.

При репрессиях мирного населения в чужом государстве, поддерживающего партизан, методы устрашения (наказания) остаются такими же, как и при подобных действиях на собственной территории, включая массовые убийства, взятие заложников, разрушение жилищ и целых населённых пунктов:

…В Штуппахе (Северный Вюртемберг) жители подозревались в укрывательстве раненых немецких офицеров. Американское командование поставило ультиматум: выдать всех офицеров либо все жители депортировались, а сам город уничтожался до основания. Позже тон изменился, но не в лучшую сторону. Депортации подлежали женщины и дети, а все мужское население — расстреливалось.
В этой же самой области отставшим отрядом вермахта было ранено двое американских солдат. Американские власти по ошибке решили, что нападение совершили мирные жители. 18 апреля в ряде деревень была проведена карательная операция.

В Северном Бадене американцы в ответ на вылазку СС-«вервольфов» сровняли с землей город Брухзаль…— «Вервольф. Осколки коричневой империи». Фрайгер Рут
Примерами карательных акций по отношению к мирному населению чужого государства в районах активности партизан, вызвавшие широкий общественный резонанс, служат:
- Убийство 257 жителей села Ивановка в России возрастом от полутора до 96 лет (большая часть была расстреляна из пулемётов, 38 — загнаны в амбар и сожжены заживо), в 1919 году.
- Убийство 172 жителей посёлка Лидице (всё мужское население старше 15 лет) в Чехии в 1942 году.
- Убийство 149 жителей деревни Хатынь в Белоруссии в 1943 году.
- Убийство 642 жителей посёлка Орадур-сюр-Глан во Франции в 1944 году.
- Убийство более 500 жителей деревни Сонгми во Вьетнаме в 1968 году.

### Карательная экспедиция

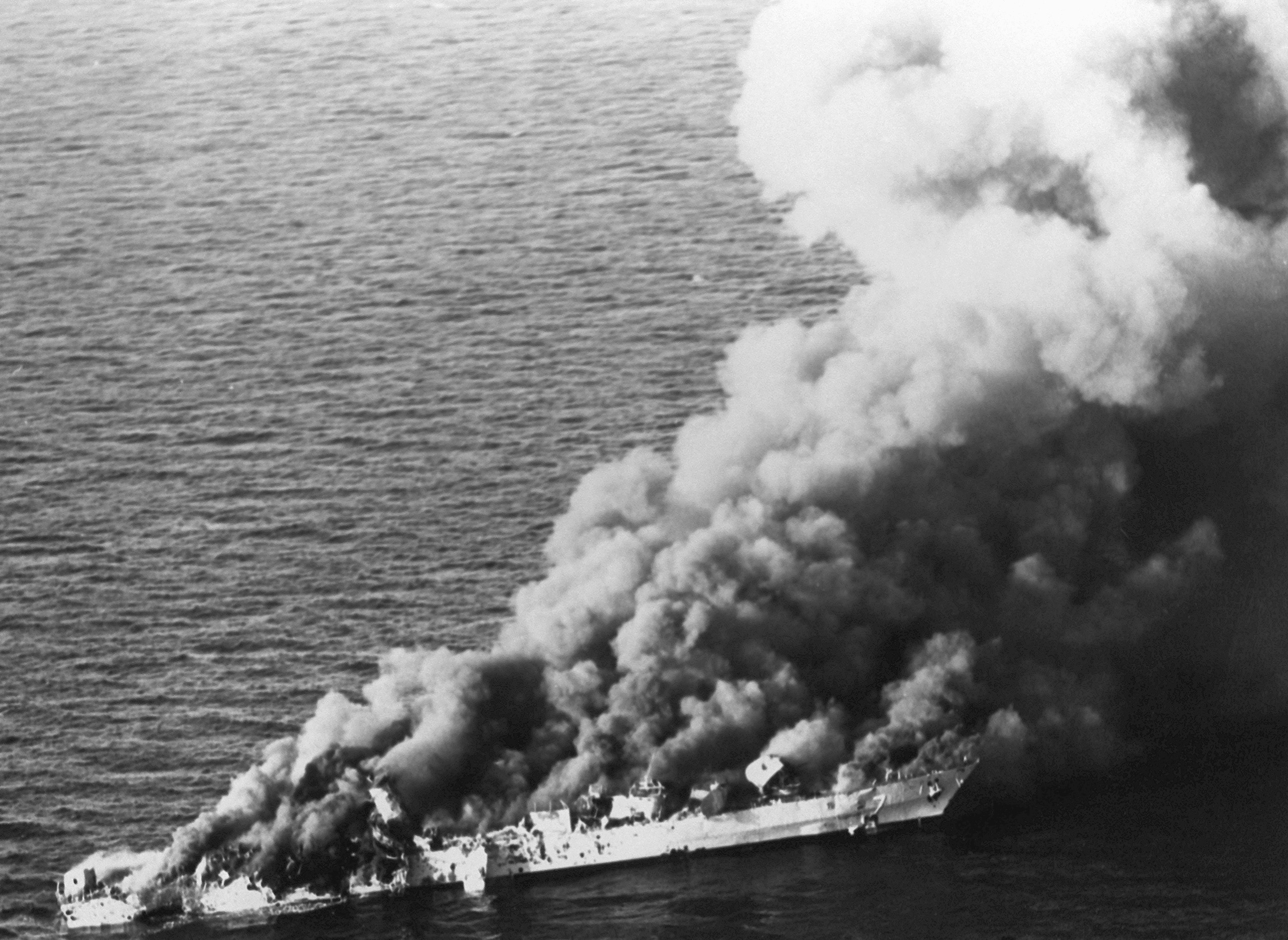
Иранский фрегат «Саханд» горит после попадания американской ракеты в ходе карательной экспедиции «Богомол».
Персидский залив. 1988 год

В нерусскоязычных источниках под термином «карательная экспедиция» также понимается ведение боевых действий с другим государством с целью наказания за несоблюдение каких-либо договорённостей властями государства, невыполнение предъявленного ультиматума либо как ответная реакция на агрессивные военные акции. В данных источниках применяется термин Карательная экспедиция (англ. Punitive expedition, итал. Spedizione punitiva, нем. Strafexpedition). К событиям более ранних исторических периодов (античная эпоха, средневековье), в которых описывается противостояние колоний и метрополий, иногда применяется термин карательный поход.
В карательной экспедиции объектами карательных акций, кроме мирного населения, могут быть военные и государственные объекты.

«…Когда государство слишком слабо или не желает претворять в жизнь уважение к международному праву, государство, которое считает себя оскорблённым им, может счесть необходимым вторгнуться на его территорию и наказать людей, которые нарушают его права и угрожают его безопасности…»— Stowell Ellery Cory. Эксперт по международному праву. 1921 год
При этом для организаторов карательной экспедиции вопрос о полной оккупации «наказываемого государства» либо смене власти в нём не всегда является актуальным.
Примерами подобных карательных экспедиций (походов) служат:
- Карательный поход ассирийского царства Навуходоносора в 597 года до н. э. на Израильское царство Иоакима, отказавшегося платить дань;
- Монгольское вторжение на Яву — карательный поход империи Юань против государства Сингасари в 1293 году, развязанная китайско-монгольской стороной, посчитавшей себя оскорблённой за пытки посла;
- Первая опиумная война — боевые действия Великобритании против Цинской империи в 1840—1842 годах, развязанные британской стороной, которая посчитала себя оскорблённой действиями цинских властей;
- Китайско-вьетнамская война — боевые действия КНР против Вьетнама в 1979 году, которые, по мнению китайской стороны, явились ответной реакцией на вооружённые провокации вьетнамской стороны в приграничной зоне;
- Операция «Богомол» — боевые действия США против Ирана в 1988 году, в ходе которых было уничтожено множество иранских нефтяных платформ. Поводом послужило решение властей США наказать Иран за минирование нейтральных вод в Персидском заливе;
- Бомбардировки Югославии — боевые действия стран НАТО против Союзной Республики Югославия в 1999 году. Подавались руководителями стран НАТО как наказание Югославии за этнические чистки албанцев в Косове и Метохии[11].

## Карательные акции в международном праве
По международному праву любая карательная акция против мирного населения подпадает под определение военного преступления.
Следующие пункты определения термина военное преступление, данные в части 2 статьи 8 Римского статута (Устава) Международного уголовного суда, имеют отношение к военным преступлениям и составляют комплекс карательных мер:

a) серьёзные нарушения Женевских конвенций от 12 августа 1949 года, а именно любое из следующих деяний против лиц или имущества, охраняемых согласно положениям соответствующей Женевской конвенции:
1) умышленное убийство;
2) пытки или бесчеловечное обращение, включая биологические эксперименты;
3) умышленное причинение сильных страданий или серьёзных телесных повреждений или ущерба здоровью;
4) незаконное, бессмысленное и крупномасштабное уничтожение и присвоение имущества, не вызванное военной необходимостью;
…….
7) незаконная депортация или перемещение или незаконное лишение свободы;
8) взятие заложников;
b) другие серьёзные нарушения законов и обычаев, применимых в международных вооруженных конфликтах в установленных рамках международного права, а именно любое из следующих деяний:
1) умышленные нападения на гражданское население как таковое или на отдельных гражданских лиц, не принимающих непосредственного участия в военных действиях;
2) умышленные нападения на гражданские объекты, то есть объекты, которые не являются военными целями;
3) умышленное нанесение ударов по персоналу, объектам, материалам, подразделениям или транспортным средствам, задействованным в оказании гуманитарной помощи или в миссии по поддержанию мира в соответствии с Уставом Организации Объединённых Наций, пока они имеют право на защиту, которой пользуются гражданские лица или гражданские объекты по международному праву вооруженных конфликтов;
4) умышленное совершение нападения, когда известно, что такое нападение явится причиной случайной гибели или увечья гражданских лиц или ущерба гражданским объектам или обширного, долгосрочного и серьёзного ущерба окружающей природной среде, который будет явно несоизмеримые конкретными непосредственно ожидаемым общим военным превосходством;
5) нападение на незащищенные и не являющиеся военными целями города, деревни, жилища или здания или их обстрел с применением каких бы то ни было средств.
— Текст Римского статута Международного уголовного суда

## Терминология
Определения, применяемые для описания карательной акции:
- карательный отряд — военное формирование, выполняющее карательную акцию;
- каратель — участник карательного отряда (экспедиции).
- комплекс карательных мер — все действия, предпринимаемые карателями для устрашения и наказания объектов карательной акции.

## Карательные акции в искусстве
- «Сомнительная слава» — художественный фильм 1944 года. События фильма разворачиваются в оккупированной немцами Франции в 1943 году. По сюжету фильма партизаны взрывают железнодорожный мост. В ответ немцы берут в заложники сотню местных селян и обещают убить их, если партизаны не сдадутся;
- «Иди и смотри» — художественный фильм 1985 года, рассказывающий об уничтожении карательным отрядом жителей деревни в Белоруссии. Фильм основан на историческом факте, произошедшем в 1943 году;
- «Взвод» — художественный фильм 1986 года о Вьетнамской войне. В одной из сцен фильма показана карательная акция по убийству мирных жителей, обвинённых в пособничестве партизанам, а также уничтожению их жилищ и депортации;
- «Перед рассветом» — художественный фильм 1989 года о первых днях Великой Отечественной войны. По сюжету фильма немцы берут в заложники мирных жителей и угрожают устроить массовую казнь, если главные герои не сдадутся.
- «Изгоняющий дьявола: Начало» — художественный фильм 2004 года. В воспоминаниях отца Меррина, во время войны бывшего сельским приходским священником в Нидерландах, показано, как в отместку за убийство немецкого солдата подразделение войск СС уничтожает всех жителей его деревни.